# Videm pri Lukovici
Videm pri Lukovici je naselje v Občini Lukovica.